# Cap de frare (foradador)

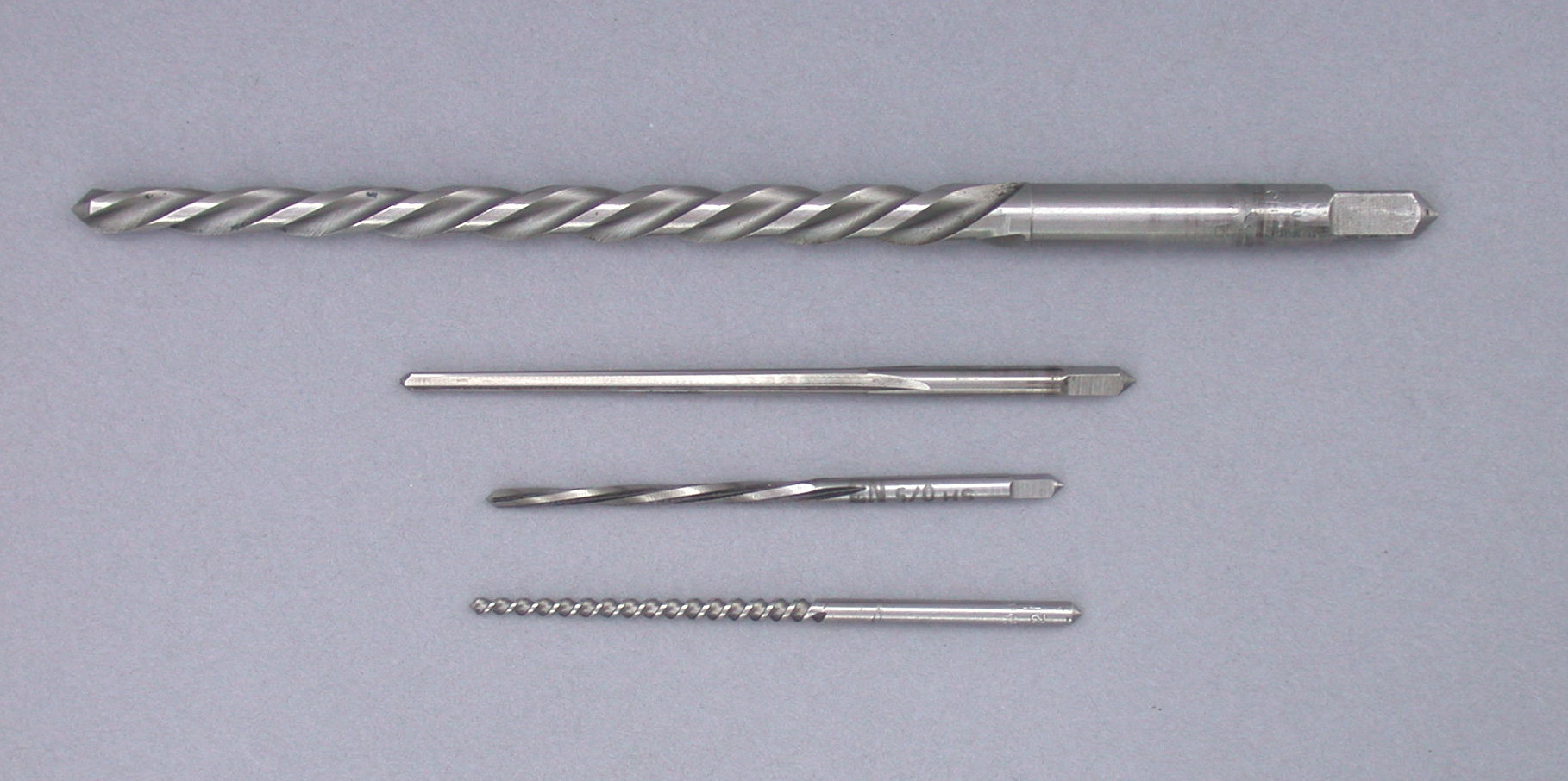
Diferents tipus d'cap de frare.

Un cap de frare o mandrí és una eina de tall que s'utilitza per a obtenir forats polits i de precisió quan no és possible aconseguir-los amb una operació normal.

## Classificació dels cap de frare
Hi ha diferents criteris relacionats amb la configuració i la utilitat dels cap de frare per tal de classificar-los:

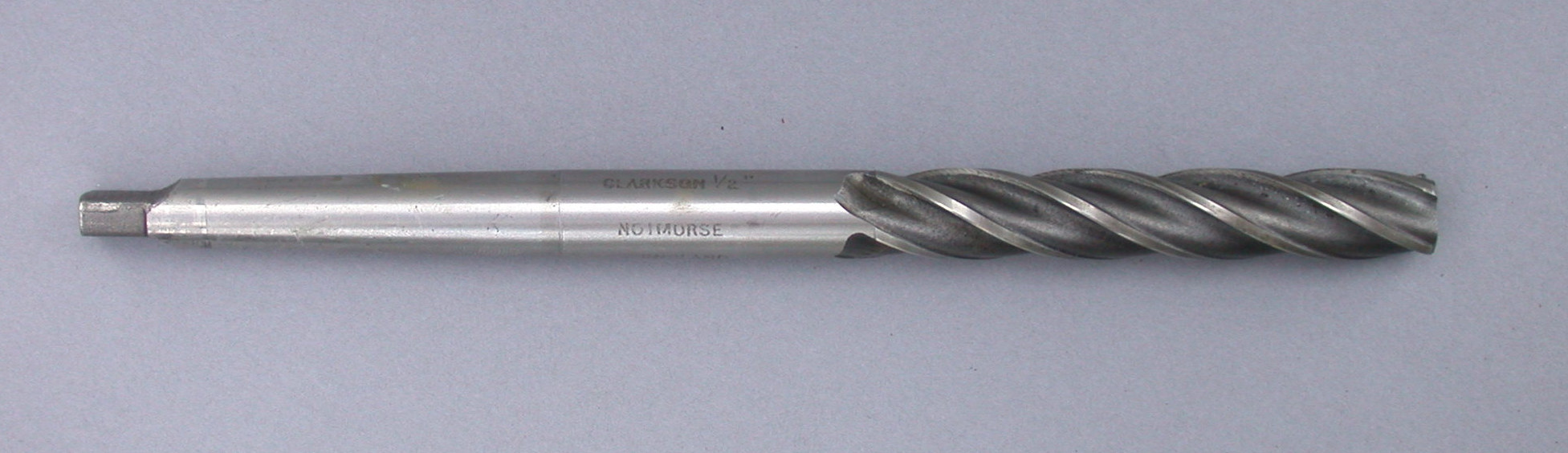
cap de frare de màquina.

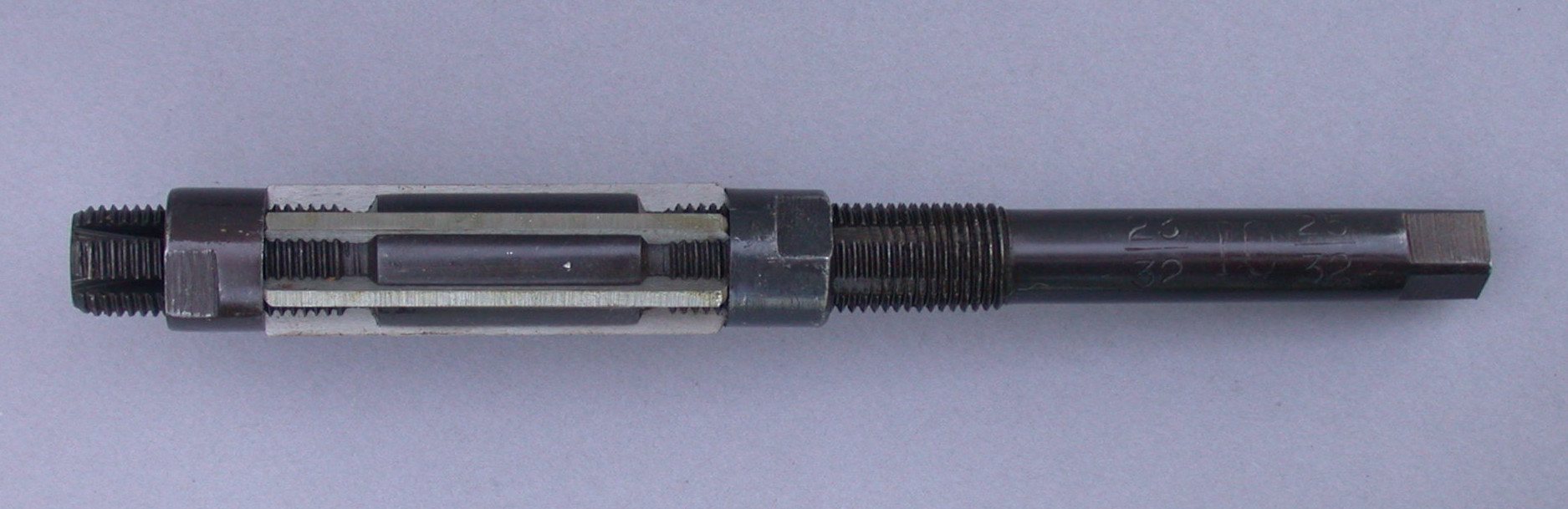
cap de frare de mesura variable.

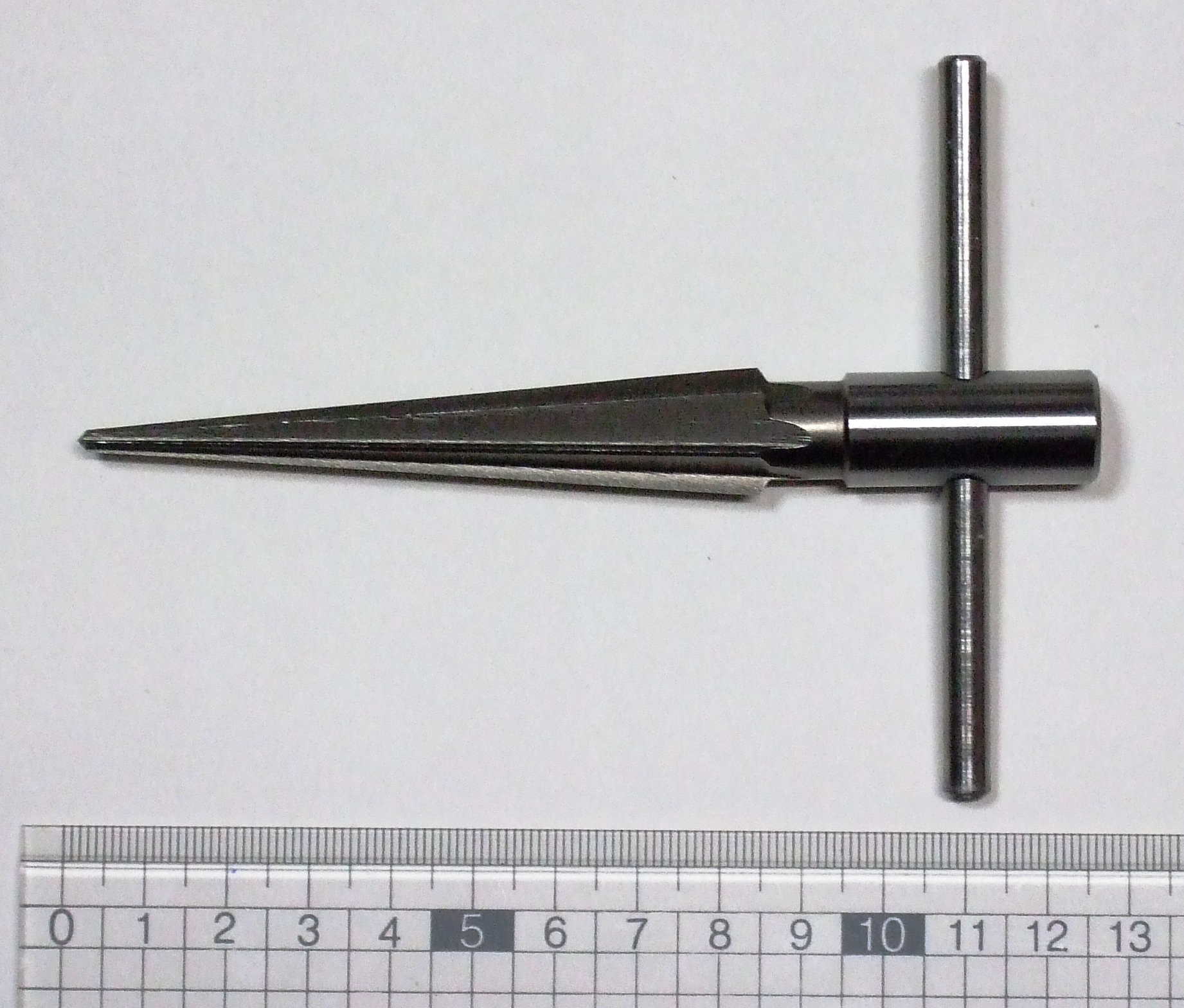
cap de frare cònic

- Segons el seu accionament, poden ser manuals o de màquina. Els caps de frare manuals es reconeixen per la seva forma quadrada del seu extrem, mentre que els caps de frare de màquina posseeixen canya recta o cònica.

- Segons la seva forma, es classifiquen en cilíndrics i cònics.

- En funció de la forma de les arestes o estries del cap de frare, poden ser d'arestes rectes o d'arestes helicoidals. Els caps de frare d'estries helicoidals s'utilitzen per deixar la superfície més fina i amb més precisió, però tenen l'inconvenient de ser més difícils d'afilar.

- Segons la seva mesura es poden diferenciar dos tipus de cap de frare: de mesura fixa i de mesura variable. Els caps de frare de mesura fixa tenen com a inconvenient que només es poden utilitzar exclusivament en forats del mateix diàmetre. Els caps de frare de mesura variable, en canvi, tenen les arestes de tall introduïdes en unes ranures còniques al llarg del cos roscat del cap de frare i poden sortir més o menys d'aquest, segons s'estrenyi o s'afluixi una rosca col·locada amb aquesta finalitat al seu extrem. Sovint, aquest tipus de cap de frare s'utilitzen per escariar orificis de dimensions irregulars, com per exemple en els treballs de reparació. La seva mesura es pot ajustar entre 0,8 i 8mm.

Normalment, el cos del cap de frare és més estret a la punta per permetre l'entrada de l'eina als forats. Els talls d'aquesta zona (la punta) es denominen principals, ja que són els que tallen la major part del material. Els talls del cos únicament allisen la superfície i deixen el forat a la mesura adequada.
Per fer-lo girar s'utilitza un portamascles que s'ajusta en el quadrat de l'arrossegament de l'eina. Existeixen caps de frare manuals de dimensions que oscil·len entre 3mm y 38mm.

## Procés d'escariat
La tècnica del escariat inclou les següents operacions:
1.	Fer un forat més petit que la mesura final. El diàmetre de forat vindrà donat per la mesura del cap de frare utilitzat, segons la següent taula: 
| Diàmetre del cap de frare | Material a tallar |
| ------------------------- | ----------------- |
| Fins a 7 mm               | 0,15 mm           |
| De 7 a 20 mm              | 0,25 mm           |
| De 20 a 50 mm             | 0,40 mm           |
| Més de 50 mm              | 0,80 mm           |

Segons aquest taula, en cas d'utilitzar un cap de frare de 6 mm, el forat haurà de ser de 5,85 mm com a mínim, per tal que el material a tallar no sobrepassi el valor que s'indica.
2.	Subjectar la peça en un cargol de banc, amb el forat en vertical (si és petita, de vegades se subjecta el cap de frare i es fa girar la peça).
3.	Acoblar un portamascles al quadrat d'arrossegament del cap de frare.
4.	Mantenir el cap de frare en angle recte amb la superfície de la peça i aplicar una lleugera pressió sobre aquesta. Per tal de verificar la perpendicularitat del cap de frare respecte a la superfície de la peça, és convenient utilitzar una esquadra de 90°.
5.	Girar el cap de frare de manera lenta i uniforme, assegurant-se que queda ben alineat amb el forat.
6.	Avançar el cap de frare en el forat de forma constant. En una volta ha de penetrar com a màxim una quarta part de la longitud del seu diàmetre.
7.	Utilitzar fluid de tall com a lubrificant, en cas necessari.
8.	Continuar girant el cap de frare en el sentit de les agulles del rellotge fins a completar l'operació. Mantenir-lo girat cap endavant mentre s'extrau de l'orifici.
9.	En cas d'utilitzar cap de frares de màquina, s'ha de tenir en compte que les velocitats de tall han de ser inferiors que les de trepar, però l'avançament ha de ser més gran.